# Livnî
Livnî (rusă Ливны) este un oraș în partea centrală a Rusiei, în Regiunea Oriol, pe râul Sosna.